# Koloman (herceg)
Koloman (mađ. Kálmán) (?, 1208. – Čazma, 1241.), ugarski kraljević, kralj Galicije (1215. – 1219.) i herceg "čitave Slavonije", odnosno Hrvatske (1226. – 1241.) iz dinastije Arpadovića.
Drugi je sin hrvatsko-ugarskog kralja Andrije II. (1205. – 1235.) i kraljice Gertrude Andechs-Meranski, te mlađi brat kralja Bele IV. (1235. – 1270.).
Kada je Andrija II. osvojio područje Galicije, dao je okruniti sina Kolomana za prvog galičkog kralja. Međutim, već 1219. godine zarobili su ga Rusi i oslobodili tek dvije godine kasnije. Kada se Bela 1226. godine zavadio s ocem, uspio se nametnuti za suvladara, a mlađi brat Koloman ga je zamijenio u hrvatskom herceštvu. Preuzevši upravu nad Hrvatskom morao je smiriti pobunu hrvatskih velikaša na čelu kojih je bio knez Domald Snačić. Godine 1229. uspio je skršiti pobunu u Hrvatskoj, pa se okrenuo prema Bosni gdje je vladao ban Matej Ninoslav (1230. – 1250.). Želeći podvrgnuti pod svoju vlast i Bosnu, odlučio je pod izlikom borbe protiv hereze, upasti s vojskom i osvojiti je, u čemu je imao i podršku pape Grgura IX. Pokorio je bosanskog bana 1253. godine te je papa organizirao bosansku biskupiju sa sjedištem u Đakovu. Usprokos tome, morao je još nekoliko puta organizirati tkz. "križarske vojne" protiv banovine u Bosni, tobože radi istrebljna hereze, ali svakog je puta imao tek polovične uspjehe, jer bi se povlačenjem njegove vojske situacija vrlo skoro vratila na staro.
Tijekom prvih godina herceštva uglavnom je svoju vlast vršio na jadranskoj obali o čemu nam svjedoči privilegij izdan plemićima u Klisu 1226. godine. Također je pokrenuo inicijativu da se Splitska nadbiskupija, koja je jako osiromašila i Zagrebačka biskupija spoje, te da zagrebački biskup postane prvak crkve u Hrvata. No to se zbog provale Mongola nije ostvarilo. Ipak, svoju vlast primarno je izvršavao na prostoru između zapadnih granica Zagrebačke županije i Vukovara. O tome nam svjedoče razni privilegiji naseljima i osobama na tom području. Tako je Vukovaru izdao privilegij 1231. godine, Virovitici 1234. te Samoboru i Petrinji 1240. godine, dok je između 1232. i 1240. godine izdao privilegije plemićima u Rovišću, Pakracu i Našicama. Međutim, na osnovu sačuvanih povelja vidljivo je da je herceg Koloman vladao nad čitavim područjem Hrvatske, a njegova titula dux totius Sclavoniae, označavala je, ne samo vlast nad Slavonijom, već i nad Hrvatskom i Dalmacijom, jer se u nekim poveljama potpisuje i kao dux Dalmacie ataque Croacie.